# Anke de Graaf
Anke de Graaf (Hoorn, 14 oktober 1927 – Enkhuizen, 12 februari 2019) was een Nederlands schrijfster van romans. Zij schreef meer dan 70 romans en een aantal kinder- en jeugdboeken voor meisjes.

## Leven en werk
Als jong meisje fantaseerde De Graaf al verhaaltjes, die zij echter niet opschreef omdat haar ouders tegen het schrijverschap waren. Zij waren bang dat hun dochter in een wereldje van fantasten terecht zou komen. Jaren later echter, omdat zij rust moest houden na een operatie, schreef zij haar eerste verhaal op. Het korte verhaal werd geaccepteerd en geplaatst. Hierdoor kreeg zij echt de smaak te pakken, ze vond het heerlijk om haar verhalen en fantasieën op te kunnen schrijven.
Zij schreef onder meer voor weekbladen en 5 jaar lang een column voor het Noordhollands Dagblad. Ook schreef zij een tiental kinderboeken, zoals "Avontuur in het Donkere Bomenbos" (haar eerste kinderboek), met tekeningen van Reintje Venema (1922-2014). Daarnaast nog negen boeken voor tienermeisjes en circa 70 familieromans.

## Privé
De Graaf was getrouwd en heeft twee dochters. Ze overleed in 2019 op 91-jarige leeftijd in haar woonplaats Enkhuizen.